# Strasser Zsigmond
Strasser Zsigmond, írói nevén Utas Zsiga (Gyöngyös, 1865. április 30. – Gyöngyös, 1911. május 22.) megyei tisztviselő, főszolgabírói járási írnok.

## Életútja
Strasser Ignác és Adler Ernesztin fiaként született. Középiskoláit szülőhelyén végezte. 1883-ban a budapesti állatorvosi akadémiára iratkozott be; azonban két és fél évi tanulás után ezen pályát abbahagyta és az egyéves önkéntesi évét szolgálta mint huszár Hatvanban. Katonáskodása után a Gyöngyös városi adóhivatalnál működött, 1892-ben pedig a gyöngyösi városi főszolgabirósághoz neveztetett ki. 1905. február 1-től mint tisztviselő Heves vármegye központi szolgálatában működött Egerben. Halálát vérmérgezés okozta. Felesége Vig Mária volt, akivel 1908. október 8-án kötött házasságot Egerben.
Első cikke a gyöngyösi Mátravidék c. lapban jelent meg 1890-ben és ezután az ottani helyi hírlapoknak (Közügyeink, Gyöngyösi Lapok, Hevesvármegyei Hirlap) és Szegzárd és Vidékének munkatársa; írt még az Egri Hiradóba.

## Munkái
- Versek. Gyöngyös, 1895., 1897-98. és 1899. Öt kötet.
- Szivemből. Uo. 1904. (Költemények).
- A gyöngyösi iparos-kör 1903. évi működése. Írta és felolvasta az iparoskör 1904. jan. 24. tartott közgyűlésén. Uo. 1904.

Szerkesztette és kiadta a Hevesmegyei írók és írónők Almanachját 1901., 1903., 1906., 1907. és 1908-ra Egerben.